# Дударенко, Владимир Иванович
Владимир Иванович Дударенко (6 февраля 1946, Ровно, Украинская ССР, СССР — 18 мая 2017) — советский футболист и тренер. Сыграл два матча за сборную СССР. Мастер спорта.

## Карьера

### Клубная
Воспитанник ровенской футбольной школы. С 1960 по 1965 год выступал за местный клуб «Колгоспник». В 1966 году Владимир получил повестку из армии и продолжил свою карьеру в львовском СКА, который в то время тренировал Сергей Шапошников, однако надолго там не задержался, уже в следующем сезоне Шапошников возглавил главную армейскую команду страны — московский ЦСКА, в которую он пригласил Дударенко. В ЦСКА сразу же стал игроком основного состава. Наиболее удачно для него сложился сезон 1970 года, в котором ЦСКА стал чемпионом СССР. Владимир стал одним из героев второго финального матча против московского «Динамо». На 11-й минуте матча после удара защитника ЦСКА Юрия Истомина вратарь «Динамо» Пильгуй не смог зафиксировать мяч, и Дударенко открыл счёт в матче. Итоговый счёт игры 4:3 в пользу ЦСКА. В 1975 году вернулся в СКА, который в то время сменил название и город, и в 1977 году завершил в нём карьеру игрока.

### В сборной
За сборную СССР провёл два официальных матча против сборных Сальвадора и Мексики в 1971 году.

### Тренерская
С 1979 году по 1981 года работал главным тренером львовского СКА. С 1982 по 1984 работал в нём тренером. В 1993 году возглавлял женский футбольный клуб «Львовянка».

## Достижения

### Командные
- Чемпион СССР: 1970.

### Личные
- В списках 33-х лучших (1): № 2 (1970)
- Мастер спорта с 1967 года

## Личная жизнь
Отец был машинистом поезда, а мать работала в колхозе. Младший брат Николай также был футболистом команд мастеров.